# Jahangirpur
Jahangirpur es  un pueblo y nagar Panchayat situado en el distrito de Gautam Buddha Nagar en el estado de Uttar Pradesh (India). Su población es de 11006 habitantes (2011). 

## Demografía
Según el  censo de 2011 la población de Jahangirpur era de 11006 habitantes, de los cuales 5819 eran hombres y 5187 eran mujeres. Jahangirpur tiene una tasa media de alfabetización del 63,99%, inferior a la media estatal del 67,68%: la alfabetización masculina es del 74,11%, y la alfabetización femenina del 52,79%.